# Nesticus chikunii
Nesticus chikunii là một loài nhện trong họ Nesticidae.
Loài này thuộc chi Nesticus. Nesticus chikunii được Takeo Yaginuma miêu tả năm 1980.